# Protobehningia merga
Protobehningia merga is een haft uit de familie Behningiidae. De wetenschappelijke naam van de soort is voor het eerst geldig gepubliceerd in 1991 door Peters & Gillies.
De soort komt voor in het Oriëntaals gebied.